# Henri Clignet
Henri Clignet (* 1607; † 1683) war im 17. Jahrhundert Stadtdirektor Mannheims.

## Leben
Henri Clignet, ein vermögender Handelsmann wallonischer Abstammung, war von 1653 bis zu seinem Tod 1683 Stadtdirektor Mannheims und damit faktisch das Stadtoberhaupt.

## Leistungen
Henri Clignet gilt als zentrale Figur bei der Verfassung der Mannheimer Stadtprivilegien von 1652, die nach dem Dreißigjährigen Krieg eine Migration von Exulanten nach Mannheim ermöglichten. So wurde Mannheim attraktiv für wallonische bzw. hugenottische Glaubensflüchtlinge sowie Heimat für jüdische, polnische und ungarische Familien.

## Ehrung
Im Mannheimer Stadtteil Neckarstadt-Ost wurden 1904 zwei Straßen und ein Platz nach Henri Clignet benannt.
In Altenkirchen (Pfalz) befindet sich auf dem Friedhof ein Gedenkstein, der an das Wirken Clignets erinnert.